# Раи (футболист, 2000)
Раи Лопес де Оливейра (порт. Raí Lopes de Oliveira; род. 28 марта 2000, Сан-Жуан-да-Барра, Рио-де-Жанейро) — бразильский футболист, защитник клуба «Шериф».

## Карьера

### Карьера в Бразилии
Начинал заниматься футболом в местной академии бразильского города Сан-Жуан-да-Барра. Первым тренером футболиста был Сезар Мартинс. В 2020 году футболист выступал за клуб «Американо». В феврале 2021 года футболист перешёл в академию клуба «Флуминенсе». За основную команду клуба футболист дебютировал 5 марта 2024 года в матче Лиги Кариока против клуба «Резенди», выйдя на поле в стартовом составе. В июле 2021 года футболист на правах арендного соглашения присоединился к клубу «Бангу». Дебютировал за клуб футболист 5 июня 2021 года в матче против клуба «Санту-Андре», выйдя на поле в стартовом составе. На протяжении сезона футболист выступал за клуб в роли одного из основных игроков клуба. В начале 2022 года «Бангу» продлили аренду футболиста.
В апреле 2022 года футболист на правах арендного соглашения присоединился к клубу «Конфьянса». Дебютировал за клуб футболист 2 мая 2022 года в матче против клуба «Ремо», выйдя на поле в стартовом составе. На протяжении сезона футболист выступал за клуб в роли одного из ключевых игроков. По окончании срока арендного соглашения футболист покинул клуб. В январе 2023 года футболист на правах арендного соглашения перешёл в бразильский клуб «Клуб Ремо», за который выступал в Кубке Бразилии и Кубке Верди. В июне 2023 года футболист присоединился к клубу «Фигейренсе». Дебютировал за клуб футболист 13 июня 2023 года в матче против клуба «Позу-Алегри», выйдя на замену на 64 минуте. В августе 2023 года футболист перешёл в клуб «Нову-Амбургу».

### «Динамо» Минск
В апреле 2024 года на правах свободного агента перешёл в минское «Динамо». Дебютировал за клуб 7 апреля 2024 года в матче против новополоцкого «Нафтана», выйдя на замену на 43 минуте, также отличившись своей первой результативной передачей. Дебютным забитым голом за клуб отличился 1 июня 2024 года в матче против дзержинского «Арсенала». В июле 2024 года вместе с клубом отправился на квалификационные матчи Лиги чемпионов УЕФА и затем Лиги Европы УЕФА, однако вместе с минским клубом смог квалифицироваться в основной этап Лиги конференций УЕФА. Дебютный матч в рамках еврокубкового турнира на групповом этапе сыграл  3 октября 2024 года против шотландского клуба «Харт оф Мидлотиан», выйдя на поле в стартовом составе. В октябре 2024 года появилась информация, что футболист подписал предварительный контракт с молдавским «Шерифом». Досрочно стал победителем чемпионата Беларуси. По итогу общего этапа Лиги конференций УЕФА вместе с клубом не смог выйти в раунд плей-офф. По окончании сезона покинул клуб.

### «Шериф»
В январе 2025 года на правах свободного агента присоединился к молдавскому «Шерифу», подписав контракт на полтора сезона. Дебютировал за клуб 2 марта 2025 года в матче Кубка Молдовы против клуба «Барса Унгены», выйдя на поле в стартовом составе. Дебютный матч в молдавском чемпионате сыграл 9 марта 2025 года против селеметского клуба «Спартаний», выйдя на поле в стартовом составе. Футболист сразу же смог закрепиться в стартовом составе клубе, став одним из ключевых игроков. По итогу сезона вместе с тираспольским клубом стал серебряным призёром чемпионата. Вместе с клубом стал обладателем Кубка Молдовы, где в финале 24 мая 2025 года победили клуб «Милсами», а сам бразилец вышел на поле в стартовом составе и отыграл весь матч. Сам же футболист результативными действиями за молдавский клуб не отличился.
Новый сезон начал 22 июня 2025 года с матча против кишинёвского клуба «Политехника УТМ», выйдя на поле в стартовом составе. В июле 2025 года вместе с клубом отправился на квалификационные матчи Лиги Европы УЕФА. Первый матч в рамках еврокубкового турнира сыграл 10 июля 2025 года против косовской «Приштины», выйдя на поле в стартовом составе.

## Достижения
«Динамо» Минск
- Чемпион Беларуси: 2024

«Шериф»
- Обладатель Кубка Молдовы: 2024/25